# WASP-1b

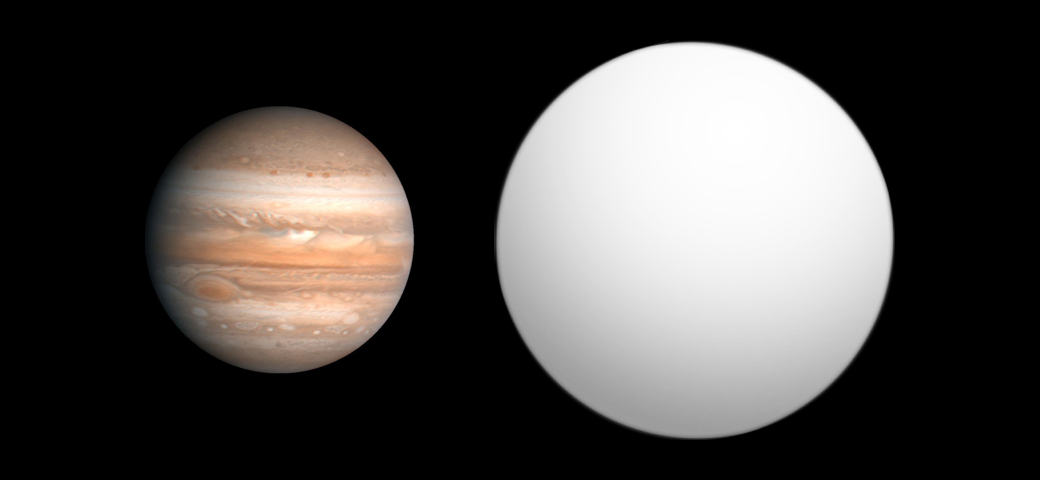
Comparação do tamanho do WASP-1b com Júpiter

WASP-1b é um Planeta extra-solar orbitando a estrela WASP-1 localizado a mais de 1000 anos-luz de distância na Constelação de Andrômeda. Em reconhecimento do apoio regional dado ao projeto, em La Palma, os descobridores deram ao planeta a designação alternativa de Garafía-1.